# Budynek Sądu Rejonowego w Głogowie
Sąd Rejonowy w Głogowie został wybudowany w latach 1908–1911 według projektu zielonogórskiego architekta powiatowego Emila Friede. Oparty na sześciu ciężkich kolumnach, których podstawy usadowiono przy samej krawędzi fosy. Dawniej znajdował się tam Amtsgericht – Sąd Pierwszej instancji (odpowiednik polskiego Sądu Grodzkiego), prezesem sądu był Tadeusz Maciejewski. Sąd Rejonowy pełnił doskonale swoją funkcję, do dziś jest jednym z bardziej funkcjonalnych budynków sądowych na Śląsku.

## Historia
Sądy odbywały się w grodzie, później w zamku, gdzie znajdowały się podziemia służące do przetrzymywania oskarżonych i skazanych.
Gdy Konrad I założył miasto na lewym brzegu Odry funkcje te przeszły na sołtysa i ławników, a po wykupieniu przez miasto uprawnień z sołtysa na burmistrza i radę miejską. Rada swoje obowiązki wykonywała przy pomocy sędziego, kata, pachołków miejskich sprawujących funkcje policji. Budynek Sądu został umieszczony w miejscu gdzie już od średniowiecza znajdował się głogowski wymiar sprawiedliwości. Pomiędzy dzisiejszym Sądem a dawną Brama Brzostowską, pomiędzy miejskimi murami znajdowało się więzienie z siedzibą tortur. 
W 1331 roku w Głogowskim Sądzie rozpatrywane były sprawy karne i cywilne, można było się odwołać do Sądu Wyższego we Wrocławiu. W 1336 roku w Głogowie znajdował się Sąd Dworski Prawa Niemieckiego i Polskiego, Sąd Dworski Prawa Polskiego działał aż do 1741 roku, pod koniec swojej działalności zajmował się głównie sprawami spadkowymi. W 1499, gdy Zygmunt Stary objął Księstwo zajął się bezpieczeństwem mieszkańców, okazał się człowiekiem twardym i zdecydowanym. Głogów zawdzięcza mu gruntowną reformę sądownictwa, w 1505 roku skodyfikował on ustrój i zasady działania nowo utworzonego Sądu Leńskiego w Głogowie do którego można było się odwołać. Był on podległy Sądom Szlacheckim. W wyniku oblężenia miasta w 1945 roku, legło ono w gruzach, budynek Sądu został zniszczony, Sąd Okręgowy w Głogowie przeniesiono do Nowej Soli przy ulicy Żymierskiego 12-24. Prezesem tego Sadu był Henryk Stachowski a sędziami Jan Noniewicz, Zdzisław Zawecko, Jan Knoc.
W 1945 roku prezes Sądu Okręgowego zwrócił się do zarządu Miejskiego w Głogowie o wytypowanie ławników. Sąd od 1950 roku nie został przeniesiony do Głogowa podlegały mu Sądy Grodzkiego w Głogowie, Nowej Soli, Szprotawie, Żaganiu, Żarach. Sąd Grodzki w Głogowie nie został utworzony ponieważ nie posiadał odpowiednich pomieszczeń i był zniszczony, więc sprawy sądowe z terenu Głogowa rozpatrywały sądy grodzkie w Nowej Soli i Górze.
Aż w 1947 roku w budynku przy ulicy Królewskiej (obecnie ul. Jedności Robotniczej 38) utworzony został pierwszy Sąd Grodzki w Głogowie, kierownikiem został sędzia Czesław Górecki a pracownikiem administracyjnym Zygmunt Bocz i Halina Kiszowska. 
Sąd ten rozpoznał w 1948 roku 739 spraw karnych i 174 spraw cywilnych. W 1949 roku 568 spraw karnych i 169 spraw cywilnych a w 1950 roku 7769 spraw karnych i 220 spraw cywilnych. W 1950 roku wprowadzono trój stopniowość Sądów, zlikwidowano Sąd Okręgowy w Głogowie z siedzibą w Nowej Soli a Sąd Grodzki w Głogowie przemieniono na Sąd Powiatowy w Głogowie.
Około 1953–54 roku w budynku Sądu przeznaczono pomieszczenia dla zakładu Poprawczego przeznaczonego dla chłopców. Było w nim również miejsce na Szkołę, naukę praktyczną zawodu (stolarz, ślusarz), zakład miał charakter zamknięty. Pod koniec lat 70. został przeniesiony do nowego budynku, a pozostawione pomieszczenia przystosowano dla potrzeb Głogowskiej Prokuratury i Kuratorów Sądowych. Pod koniec 2005 roku Prokuratura Rejonowa została przeniesiona do osobnego budynku, pomieszczenia z II piętra po remoncie oddano na potrzeby Sądu. W 2006 roku rozpoczęto remont pomieszczeń i otaczającego Sąd parku który zakończono na początku 2007 roku.

## Opis architektoniczny
Budynek Sądu posiada kształt prostokąta, składa się z korpusu głównego i ryzalitu środkowego.
Dach czterospadowy z wypukłymi oknami (wole oko), pokryty dachówką.
Duże okna, zamknięte wnęce, oddzielone od górnej części wnęki poziomym pasem.
Opaski okienne w górnej części na pewnej długości załamują się pionowo w górę lub w dół co powoduje ich zwężenie na długości.
Budynek składa się z pięciu arkad na osi głównej, ze sklepieniem kolebkowym z lunetami.

## Galeria

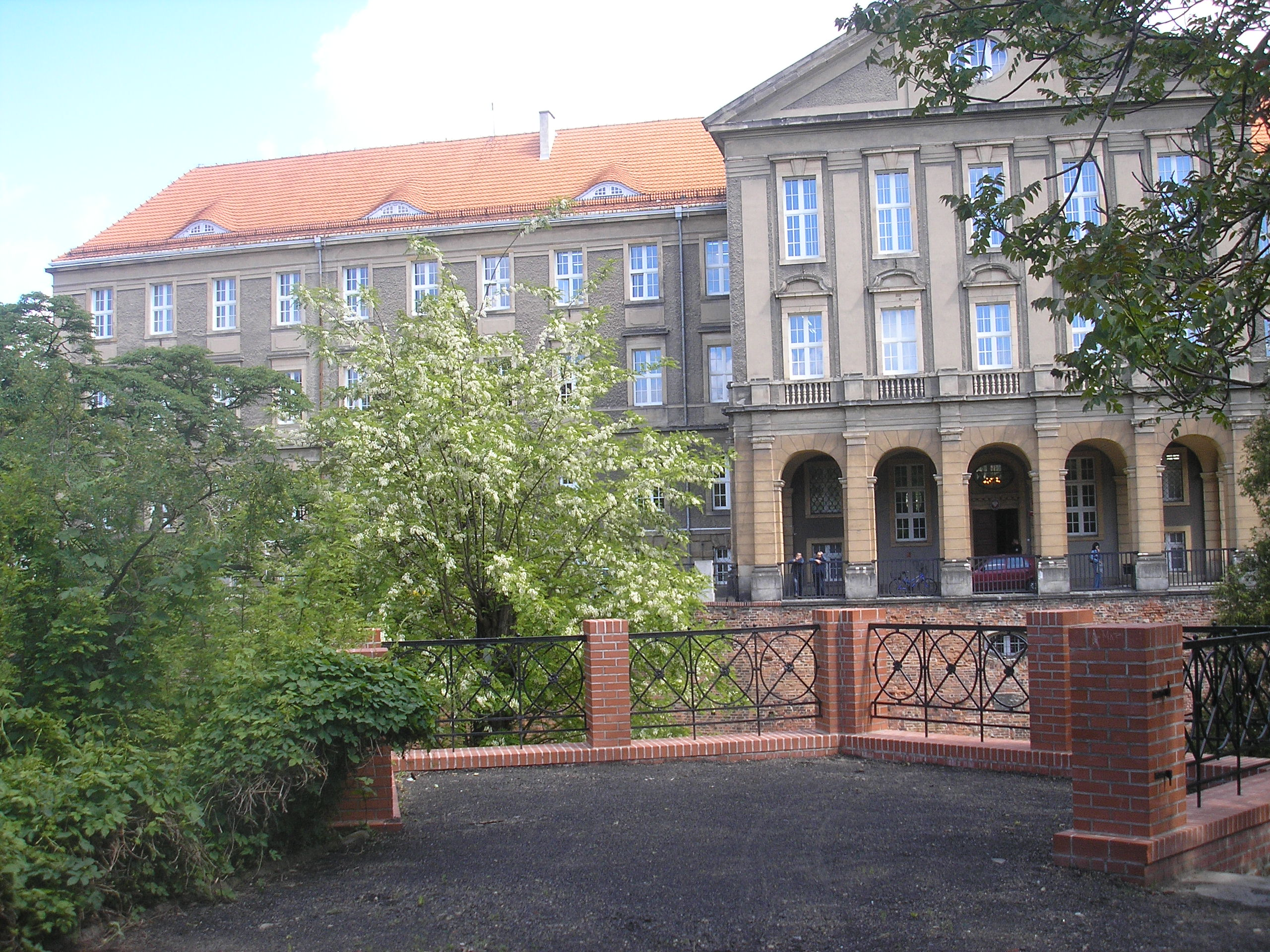
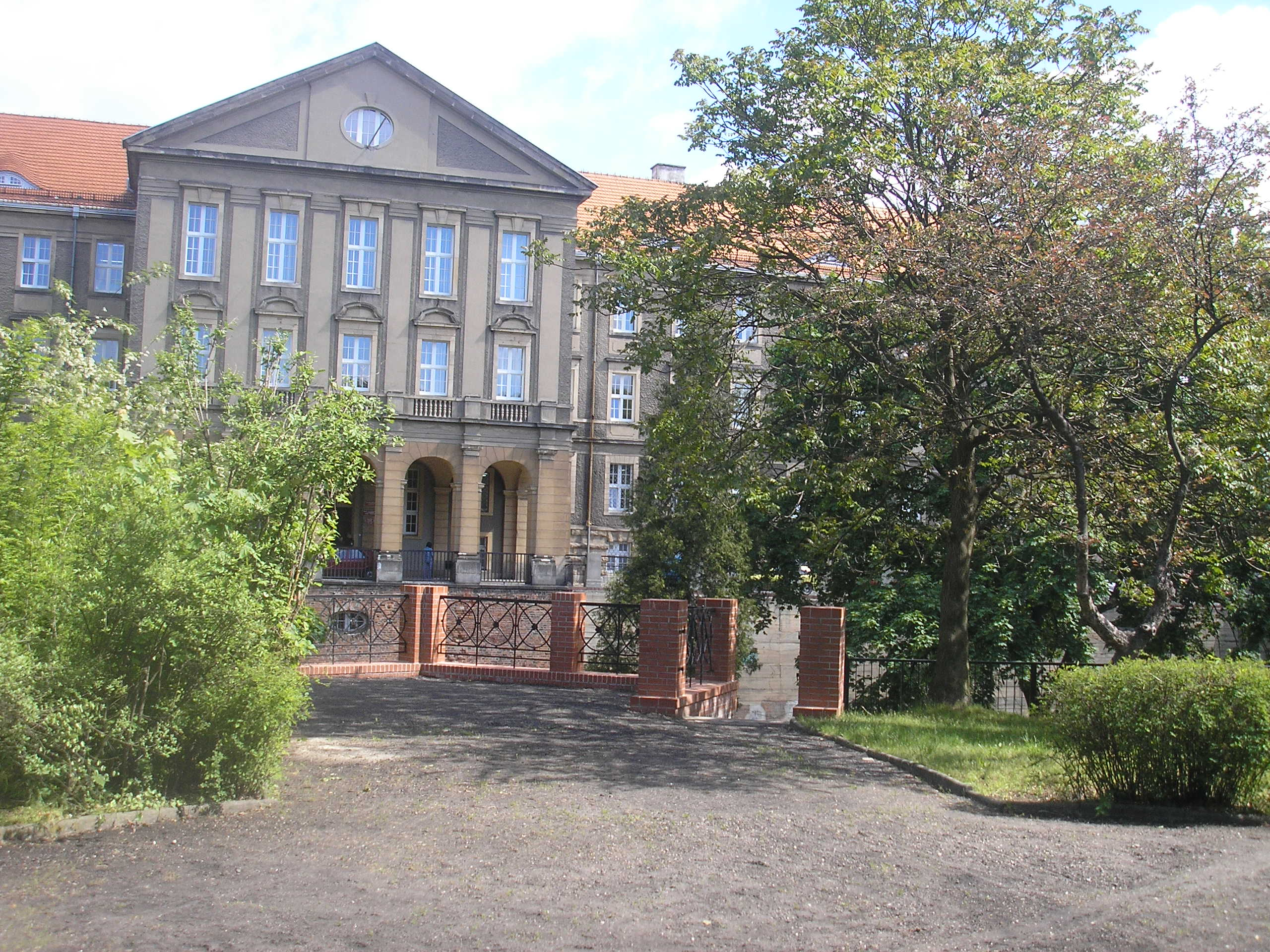
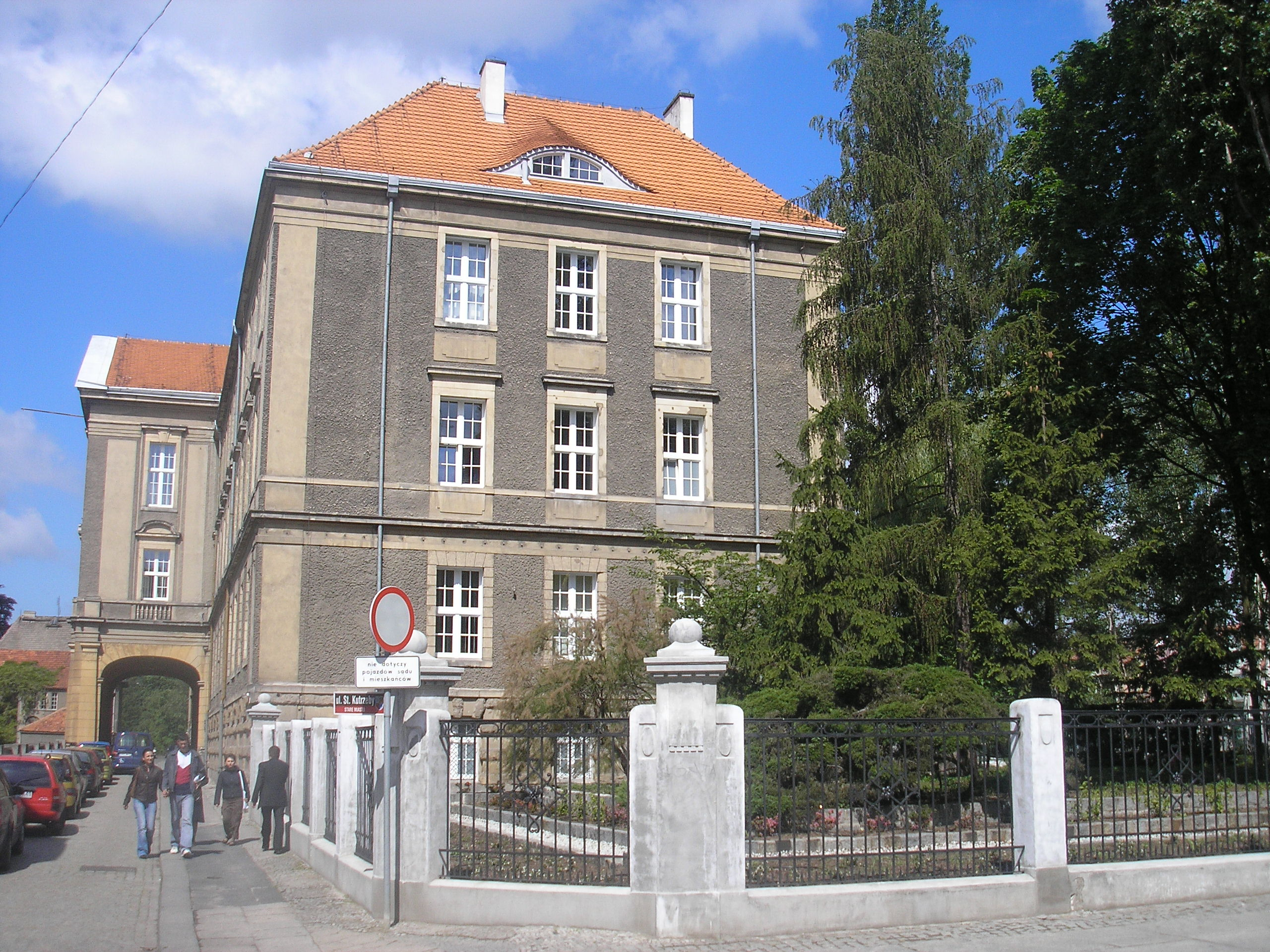
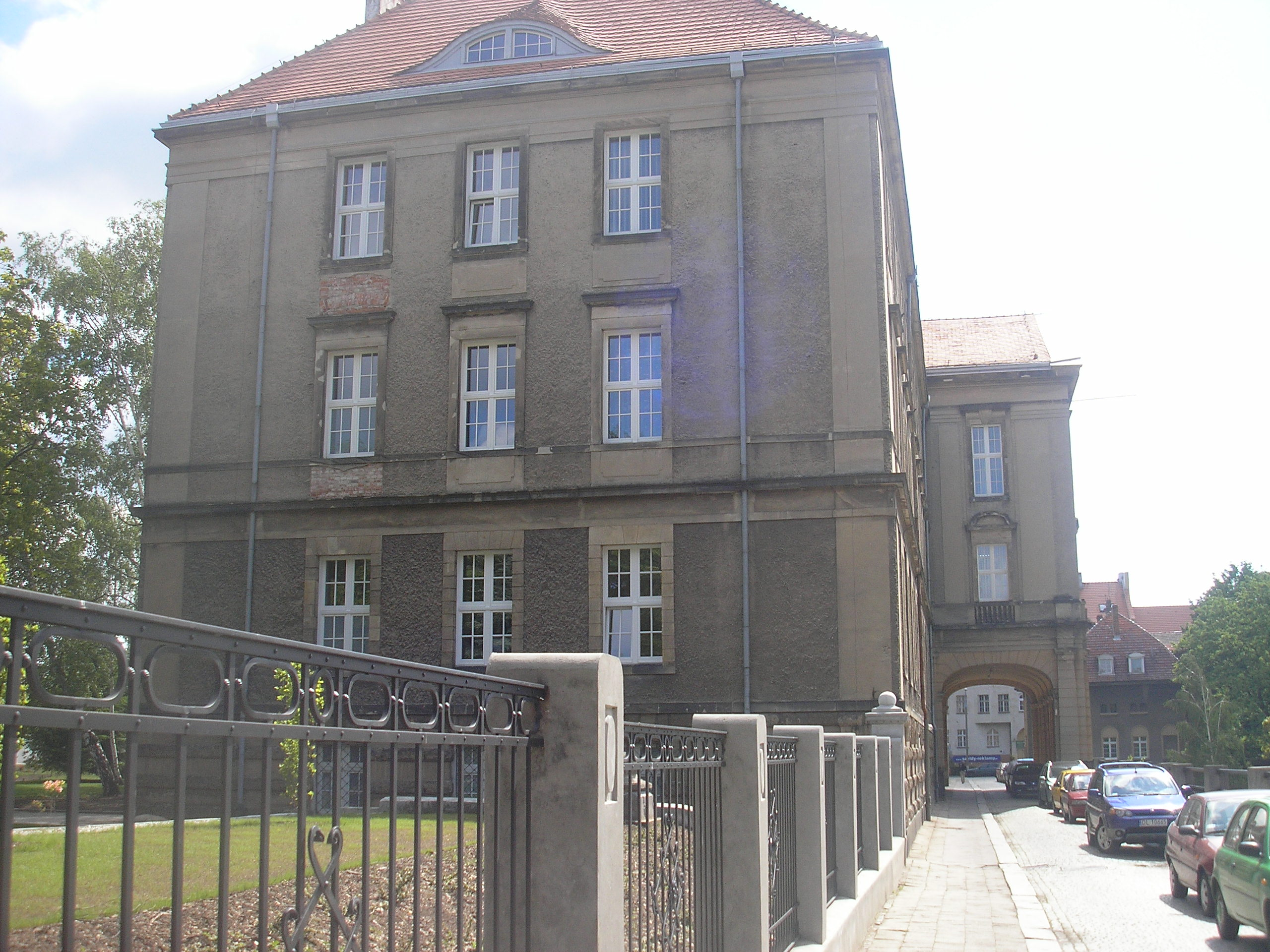

## Literatura
- Janusz Chutkowski, "Wędrówki po dawnym Głogowie", Głogów 1997
- "Encyklopedia Ziemi Głogowskiej" (zeszyt 14)
- Janusz Opaska, "Wybrane realizacje Emila Friede – zielonogórskiego architekta powiatowego w latach 1899-1921" [w:] "Studia Zielonogórskie" 10/2004